# Fritz Grassmann
Fritz Grassmann (* 13. April 1913 in Berlin; † 4. September 1969 ebenda) war ein deutscher Politiker (SPD).
Fritz Grassmann besuchte eine Volksschule und machte eine Lehre in der Gastronomie, dort arbeitete er auch. 1927 trat er der Sozialistischen Arbeiter-Jugend (SAJ), später auch der SPD und dem Allgemeinen Deutschen Gewerkschaftsbund bei.
Nach dem Zweiten Weltkrieg wurde Grassmann Jugendsekretär der SPD im Bezirk Mitte. Bei der ersten Berliner Wahl 1946 wurde er in die Bezirksverordnetenversammlung im Bezirk Kreuzberg gewählt. Bei der Wahl 1950 wurde er in das Abgeordnetenhaus von Berlin gewählt, dem er bis 1954 angehörte. Anschließend war er Angestellter im Bezirksamt Kreuzberg.